# Банкивская джунглевая курица
Ба́нкивская джу́нглевая ку́рица, или банкивский петух (лат. Gallus gallus), — вид птиц из семейства фазановых отряда курообразных (Galliformes). Выделяют пять подвидов. Типовой вид рода джунглевых кур (Gallus) и всего отряда. Обитает в Юго-Восточной Азии. Считается, что именно от него происходят домашние куры.

## Внешний вид
Небольшая птица. Длина самца 66 см, масса 900—1250 г; масса самки 500—750 г. Окраска самца красновато-золотистая на спинной стороне, черновато-бурая — на брюшной. Перья на голове, шее, затылке и на верхней стороне хвоста — золотисто-жёлтые. Спина пурпурно-бурая, грудь и рулевые перья чёрно-зелёные, крылья бурые. Гребешок на голове красный, клюв буроватый. Ноги аспидно-чёрные. Самка меньше самца, имеет более короткий хвост и отличается менее яркой, буроватой, окраской: шейные перья её чёрные с жёлтыми краями, нижняя сторона тела грязно-бурая с более светлыми пятнами на стержнях перьев, спина буро-серая.

## Распространение
Водится в Южной и Юго-Восточной Азии, включая юг и восток Индостана, Юго-Восточный Китай (Юньнань, Гуанси, остров Хайнань), Индокитай, острова Малайского архипелага. Вероятно, был завезён человеком на Филиппинские острова, Новую Гвинею, острова Общества, Маркизские, Фиджи, Новые Гебриды и др., где позднее вновь одичал. Три родственных вида диких кур (G. lafayetii, G. sonneratii, G. varius) населяют запад и юг Индии, Цейлон, Яву и некоторые мелкие острова близ Явы.

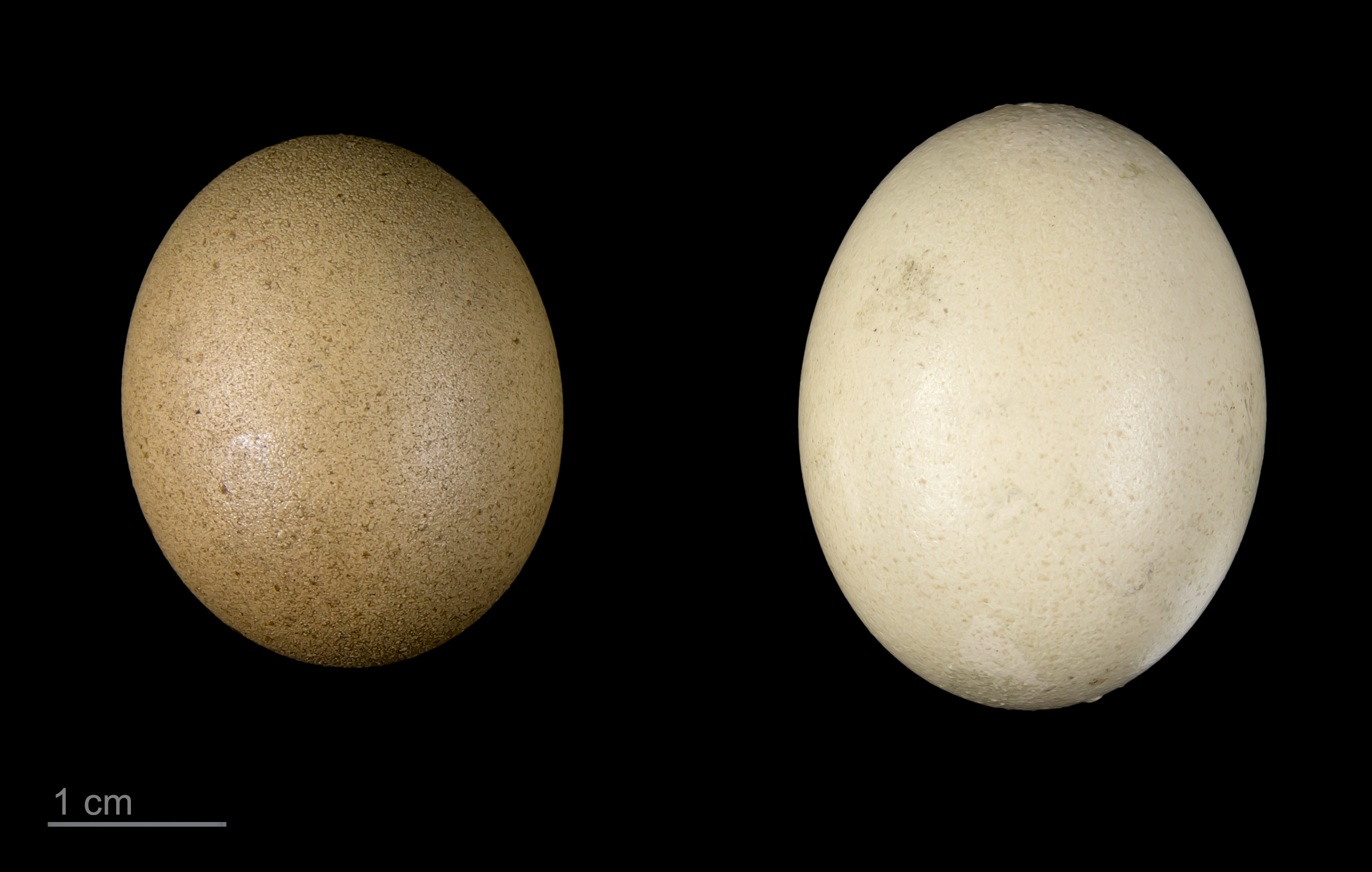
Яйцо банкивского петуха

## Образ жизни
Обитает в лесных и кустарниковых джунглях, большей частью в горах и реже на равнинах, преимущественно в густых лесах и бамбуковых зарослях.
Нравы и образ жизни этой птицы долгое время были мало известны. Ночует и отдыхает на деревьях, летает довольно хорошо. Кормится зёрнами, семенами, плодами, мелкими беспозвоночными и даже мелкими позвоночными. Гнёзда обустраивает на земле.

## Одомашнивание
Как установил ещё Чарльз Дарвин, этот вид является родоначальником домашних кур. Дикие банкивские куры легко приручаются. Их одомашнивание произошло в Китае (Бэйсинь) и Юго-Восточной Азии около 6000 лет до н. э. (8000 лет назад), в Индии — около 3000 лет до н. э. Отсюда домашние куры, видимо, через Иран и Переднюю Азию были распространены в Европу. Ещё в доколумбову эру (XIV век) полинезийцы, вероятно, завезли кур вьетнамско-китайской популяции в Южную Америку.
По сведениям орнитолога А. Д. Нумерова, банкивские или домашние куры запечатлены на монетах 16 стран мира и являются абсолютными лидерами среди отдельных видов птиц, изображаемых на монетах (как регулярных массовых выпусков, так и памятных).

## Генетика
Домашняя курица — наиболее распространённый среди птиц лабораторный объект, один из основных модельных организмов в классической и современной генетике. Используется для анализа мутационного процесса, составления карт сцепления генов и т. п. Куриный эмбрион является классической культуральной средой в вирусологии.
Кариотип: 78 хромосом (2n).
Молекулярная генетика
- Депонированные нуклеотидные последовательности в базе данных EntrezNucleotide, GenBank, NCBI, США: 884 453 (по состоянию на 15 февраля 2015).
- Депонированные последовательности белков в базе данных EntrezProtein, GenBank, NCBI, США: 53 250 (по состоянию на 15 февраля 2015).

Банкивскую джунглевую курицу и её популяции включают в исследования генетического разнообразия, филогенетического родства и эволюционных взаимоотношений между породами и популяциями домашних кур и внутри рода Gallus в целом с использованием микросателлитных и других генетических маркеров.
Геном: 1,25 пг (C-value). Курица стала первой птицей и первым домашним животным, для которых были построены генетическая и физическая карты и секвенирована полная геномная последовательность (в 2004 году). Приоритет в построении первой генетической карты курицы и её опубликовании в 1930 году принадлежит советским русским учёным А. С. Серебровскому и С. Г. Петрову.
ДНК банкивской джунглевой и домашней куриц использована при создании молекулярно-генетических карт, микросателлитных и других генетических маркеров, геномных БАК-библиотек и для полного секвенирования вида Gallus gallus.
Благодаря лучшему среди всех секвенированных видов птиц качеству сборки, осуществлённой на хромосомном уровне, геном G. gallus служит «эталоном» для сравнения с другими геномами, в частности, в сравнительной геномике для выяснения эволюции птичьих геномов и позвоночных животных в целом. Геном G. gallus также включён в ряд общих и специализированных геномных браузеров.